# 迪特河 (哈瑟河支流)
52°19′57″N 7°57′16″E / 52.33250°N 7.95444°E

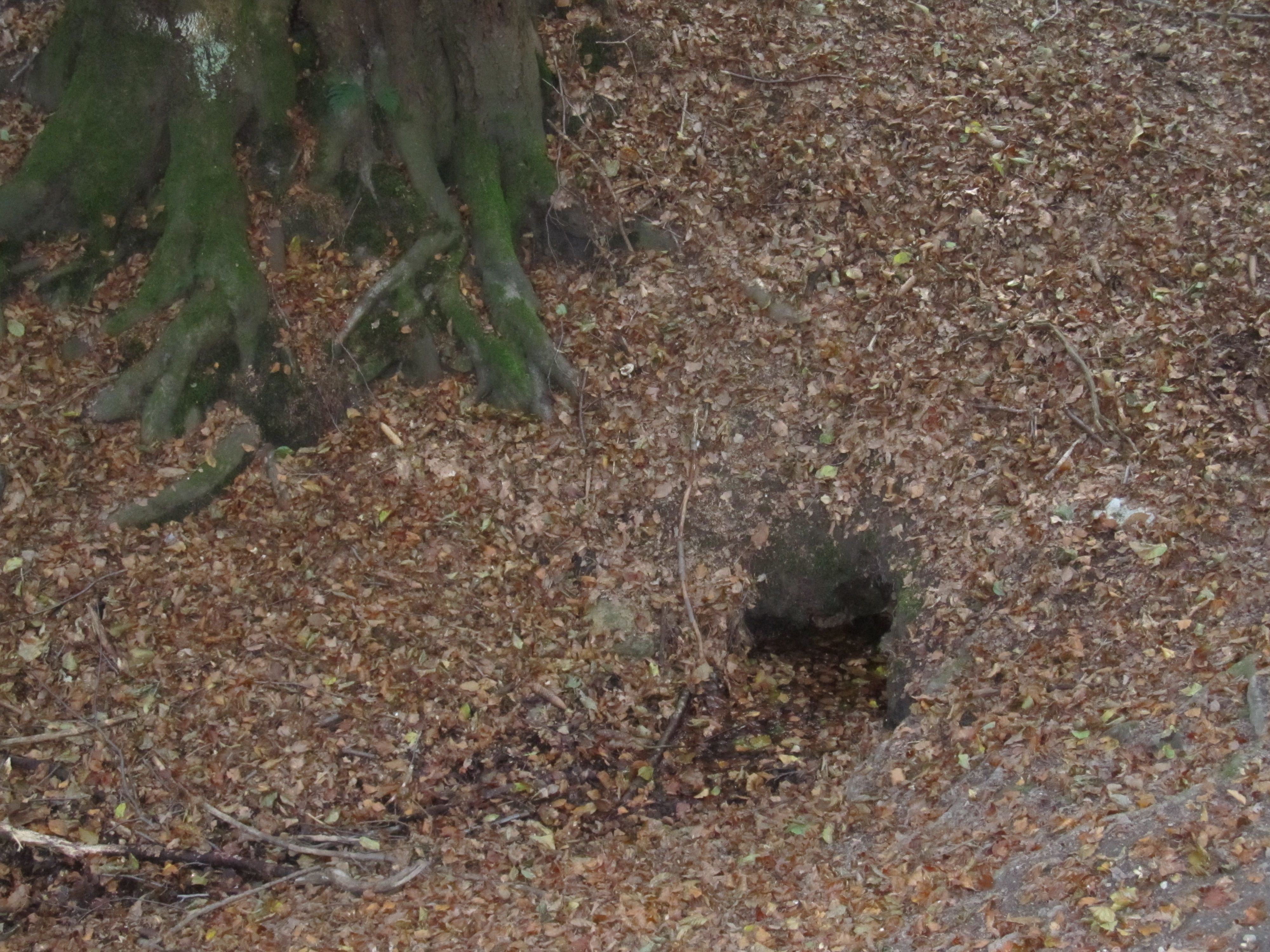

迪特河（德語：Düte），是德國的河流，位於該國西北部，由下薩克森州負責管轄，屬於哈瑟河的支流，河道全長35公里，發源自巴特伊堡以東，河口處在洛特。